# Frédéric Delpla
Frédéric Delpla (Sarcelles, 1964. november 9. –) olimpiai bajnok francia párbajtőrvívó.